# Biro, Benin
Biro är en ort i Benin.   Den ligger i departementet Borgou, i den centrala delen av landet, 400 kilometer norr om huvudstaden Porto-Novo. Biro ligger 419 meter över havet och antalet invånare är 18 003.
Terrängen runt Biro är platt. Det finns inga andra samhällen i närheten. 
Omgivningarna runt Biro är huvudsakligen savann. Runt Biro är det glesbefolkat, med 20 invånare per kvadratkilometer.